# Densité critique
Pour les articles homonymes, voir densité (homonymie).
En cosmologie, la densité critique (en anglais : critical density) ou masse volumique critique est la densité d'énergie, exprimée en masse volumique, pour laquelle l'espace-temps est plat à grande échelle. En d'autres termes, la densité critique d'énergie est la densité d'énergie pour laquelle la courbure spatiale d'un univers homogène, isotrope et en expansion est nulle. Si l'on considère un modèle cosmologique homogène et isotrope, la densité critique sépare donc, à taux d'expansion fixé, les modèles dits « fermés » (en fait à courbure spatiale positive) des modèles dit « ouverts » (en fait à courbure spatiale négative). Un univers dont la densité est égale à la densité critique possède une courbure spatiale nulle, c'est-à-dire que les lois de la géométrie euclidienne usuelle sont valables.
La densité critique est une notion introduite par Albert Einstein (1879-1955) et Willem de Sitter (1872-1934) en 1932,.

## Notation
La densité critique est couramment notée ρc, notation composée de la lettre grecque rhô minuscule italique, symbole usuel de la masse volumique, suivie, à droite et en indice, de la lettre latine c minuscule romaine, initiale de l'anglais critical (« critique »).

## Formule donnant la densité critique
Il existe une relation entre taux d'expansion, courbure spatiale et densité d'énergie, donnée par les équations de la relativité générale appliquées à un modèle d'univers homogène et isotrope. Dans ce contexte, ces équations s'appellent équations de Friedmann-Lemaître. Elles indiquent que
{\displaystyle \left({H^{2}}+{\frac {Kc^{2}}{a^{2}}}\right)={\frac {8\pi G}{3c^{2}}}\rho },
où H est le taux d'expansion (dont la dimension est l'inverse d'un temps), K/a2 la courbure spatiale, {\displaystyle \rho } la densité d'énergie, c la vitesse de la lumière et G la constante universelle de gravitation de Newton.
La densité critique est mise en évidence à partir de la première équation de Friedmann-Lemaître,,. Celle-ci peut s'écrire :
{\displaystyle -kc^{2}=a^{2}H^{2}\left(1-{\frac {8\pi G\rho }{3c^{2}H^{2}}}-{\frac {\Lambda c^{2}}{3c^{2}H^{2}}}\right)}.
Si {\displaystyle k=0}, alors :
{\displaystyle {\frac {8\pi G\rho }{3c^{2}H^{2}}}+{\frac {\Lambda c^{2}}{3c^{2}H^{2}}}=1}.
Si {\displaystyle k=0} et {\displaystyle \Lambda =0}, alors :
{\displaystyle {\frac {8\pi G\rho }{3c^{2}H^{2}}}=1},
soit :
{\displaystyle \rho ={\frac {3c^{2}H^{2}}{8\pi G}}=\rho _{\rm {c}}}.
La densité critique d'énergie {\displaystyle \rho _{\rm {c}}} est définie comme la densité d'énergie {\displaystyle \rho } que doit prendre un univers sans constante cosmologique {\displaystyle \left(\Lambda =0\right)} pour que sa courbure spatiale soit nulle {\displaystyle \left(k=0\right)},,,. On a donc,, :
{\displaystyle \rho _{\rm {c}}\equiv {\frac {3c^{2}H^{2}}{8\pi G}}}.
L'analyse dimensionnelle permet de vérifier que cette formule correspond à une densité d'énergie, dont l'unité dans le Système international est le joule par mètre cube (Jm−3).
La densité critique, exprimée en masse volumique, est donnée par, :
{\displaystyle \mu _{\mathrm {c} }={\frac {3H^{2}}{8\pi {G}}}}.
Dans le Système international d'unités, son unité est le kilogramme par mètre cube (kg/m3), l'unité dérivée de masse volumique.

## Valeur actuelle de la densité critique
La densité critique d'énergie est connue dès que le taux d'expansion H l'est. Les mesures les plus précises du taux d'expansion actuel de l'Univers (la constante de Hubble) donnent
{\displaystyle H_{0}=(73\pm 3)\;{\rm {km}}\;{\rm {s}}^{-1}\;{\rm {Mpc}}^{-1}=(2,35\pm 0,10)\times 10^{-18}\;{\rm {s}}^{-1}},
mais, selon les dernières données (11 septembre 2020) de la mission Planck (Planck 2018 Results) :
{\displaystyle H_{0}=(67,4\pm 0,4)\;{\rm {km}}\;{\rm {s}}^{-1}\;{\rm {Mpc}}^{-1}=(2,18\pm 0,01)\times 10^{-18}\;{\rm {s}}^{-1}}
valeur exprimée, non pas comme de coutume en kilomètres par seconde et par mégaparsec, mais en inverse de seconde (en remarquant que ces deux valeurs restent pour l'instant incompatibles). Injectée dans la formule ci-dessus, cette valeur donne
{\displaystyle \rho _{\rm {c}}=(9,\!0\pm 0,\!7)\times 10^{-10}\;{\rm {J}}\;{\rm {m}}^{-3}}, mais aussi  {\displaystyle \rho _{\rm {c}}=(7,648\pm 0,\!091)\times 10^{-10}\;{\rm {J}}\;{\rm {m}}^{-3}}.
Cet ordre de grandeur, peu éclairant, peut être ré-exprimé en termes de masse volumique critique ou de densité massique critique, notée aussi {\displaystyle \mu _{\rm {c}}=10^{-26}\;{\rm {kg}}\;{\rm {m}}^{-3}}mais aussi{\displaystyle \ 8,510\times 10^{-27}\;{\rm {kg}}\;{\rm {m}}^{-3}}, au lieu de {\displaystyle \rho _{\rm {c}}}, pour éviter la confusion entre les deux grandeurs critiques, en divisant la densité critique d'énergie par le carré de la vitesse de la lumière, puis en densité critique de nucléons {\displaystyle n_{\rm {c}}} en divisant par la masse du proton {\displaystyle m_{\rm {p}}}. On obtient alors
{\displaystyle n_{\rm {c}}={\frac {\rho _{\rm {c}}}{m_{\rm {p}}c^{2}}}={\frac {\mu _{\rm {c}}}{m_{\rm {p}}}}=(6,\!0\pm 0,\!5)\;{\rm {m}}^{-3}}.
La densité massique critique correspond donc à une densité de quelques atomes par mètre cube. Les mesures des paramètres cosmologiques indiquent de plus que la courbure spatiale de l'Univers observable est très faible, c'est-à-dire que sa densité actuelle est très proche de sa densité critique (à quelques pourcents près, voir modèle standard de la cosmologie). La densité moyenne de l'Univers observable est donc très faible. En fait, la densité d'atomes, essentiellement de l'hydrogène et de l'hélium (on parle de densité baryonique), est même plus faible que cela, car les mesures actuelles indiquent que seule 5 % de la densité totale de l'Univers est sous forme de matière baryonique, soit moins d'un atome par mètre cube.

## Paramètres de densités
La densité critique d'énergie introduit naturellement une échelle caractéristique dans les densités d'énergie. Il est souvent commode d'exprimer ces dernières en fonction de celle-là. Ainsi, plutôt que de parler de la densité d'énergie de la matière baryonique, on préfère souvent parler de son paramètre de densité, défini comme étant le rapport de la densité d'énergie correspondant à la densité critique d'énergie. Ce paramètre est noté avec la lettre grecque {\displaystyle \Omega } et est donc défini par
{\displaystyle \Omega \equiv {\frac {\rho }{\rho _{\rm {c}}}}}.

## Densité critique et devenir de l'expansion de l'Univers
Il est parfois indiqué que la valeur de la densité d'énergie par rapport à la densité critique d'énergie détermine le destin de l'expansion de l'Univers. Cette affirmation est en général fausse : il n'y a pas de relation directe entre les valeurs relatives (entre densité d'énergie et densité critique d'énergie), et l'issue de l'expansion de l'Univers. Par exemple, un univers de de Sitter peut avoir une densité d'énergie supérieure, inférieure ou égale à la densité critique d'énergie, sans que cela modifie le futur de son expansion (qui sera éternelle et tendra vers un taux d'expansion constant).
Par contre, dans le cas particulier où les seules formes d'énergie sont du rayonnement et de la matière baryonique (ou éventuellement de la matière noire), alors la différence entre densité d'énergie et densité critique d'énergie détermine le devenir de l'expansion. Si cet écart est négatif ou nul, l'expansion se poursuit indéfiniment, s'il est positif, alors l'expansion s'arrêtera pour laisser place à une phase de contraction (Big Crunch).

### Sources
- Voir Ouvrages spécialisés sur la cosmologie